# Бямбин Рінчен
Єншообу овогт Бямбин Рінчен (25 грудня 1905, Алтанбулаг, Династія Цін — 4 березня 1977, Алтанбулаг, МНР) — монгольський письменник та сходознавець. Один із засновників сучасної монгольської літератури. Закінчив Ленінградський східний інститут (1927). Перший монгольський академік.